# Uhrenindustrie
Unter Uhrenindustrie versteht man die serienmäßige Herstellung von Uhren in Industriebetrieben. Produktionstechnisch wird unterschieden zwischen Fabrikation, d. h. der Herstellung von Uhren-Bestandteilen (z. B. Rohwerken, Schalen, Zeigern) aus Grundstoffen (Rohlingen) und der Montage dieser Einzelbestandteile zur fertigen Uhr.

## Geschichte

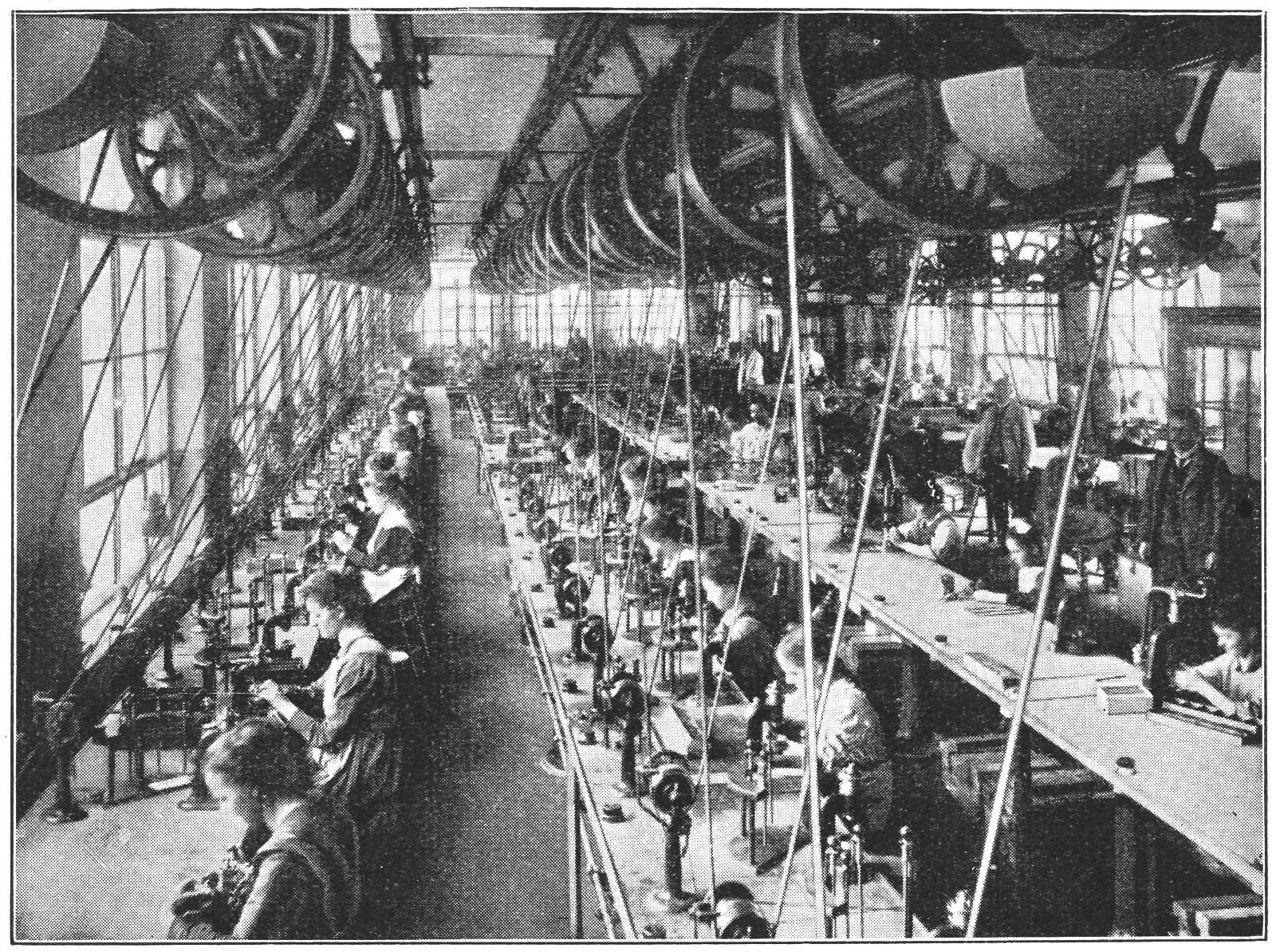
Produktion von Taschenuhren bei Junghans um 1925

Die industrielle Produktion von Uhren beginnt nicht bei den Taschenuhren, sondern bei den Großuhren. Mutterland der Uhrenindustrie sind die Vereinigten Staaten. 1804 erhielt der Uhrmacher Ely Terry (1772–1852) einen Auftrag zur Lieferung von 4000 Uhrwerken. Dazu entwickelte er Uhrwerke mit austauschbaren Teilen. Mit Hilfe von Maschinen und Vorrichtungen wurden die Einzelteile so genau gefertigt, dass sie ohne Nachbearbeitung montiert werden konnten. Dieses System der austauschbaren Bestandteile ist eines der Schlüsselprinzipien der industriellen Produktion.
Als ab etwa 1835 das bis dahin teure Messing dank industrieller Fertigung günstig erhältlich wurde, entstanden auch metallene Uhrwerke mit austauschbaren Teilen. Die Bearbeitung der Räder und Platinen erfolgte durch Stanzen und Biegen. Entsprechend preiswert konnten die Werke produziert werden. Diese „Amerikanerwerke“ wurden selbst in Europa und Asien zum Vorbild für die industrielle Uhrenfabrikation. Doch zunächst stießen sie die herkömmliche handwerkliche Herstellung sowie auch die bislang sehr erfolgreiche hausgewerbliche Uhrenproduktion im Schwarzwald in eine tiefe Krise. In vielen kleinen Werkstätten des Schwarzwalds wurden seit der zweiten Hälfte des 18. Jahrhunderts in großen Stückzahlen Holzuhren hergestellt, die dank Arbeitsteilung und vereinfachter Konstruktion bis zum Aufkommen der ersten industriell hergestellten Zeitmesser konkurrenzlos billig gewesen waren.
Vor vergleichbaren Problemen stand auch die in Europa dominierende Herstellung von Taschenuhren in der Schweiz, mit Zentren in Genf und dem Jura. Auch hier war die Produktion von tragbaren Uhren arbeitsteilig organisiert sowie teilweise bereits mechanisiert. 1777 hatte Frédéric Japy (1749–1812) in Beaucourt, der französischen Seite des Jura, damit begonnen, Rohlinge für Taschenuhrwerke mithilfe neuartiger Maschinen zu produzieren. Die einzelnen Arbeitsschritte wurden so vereinfacht, dass „Frauen, Greise, ja selbst Blinde“ dank eines einfachen Handhebels die Einzelteile für die Uhrwerke herstellen konnten. Die Produktionszahlen explodierten förmlich. 1780 fertigte Japy 30.000 Werke, 1806 bereits über 150.000 Stück. Zu dieser Zeit beschäftigte er bereits 500 Arbeiter und Arbeiterinnen. Schon dieser erste Schritt zu einer Industrialisierung der Kleinuhrproduktion führte zu einem Preisrückgang bei Taschenuhren.

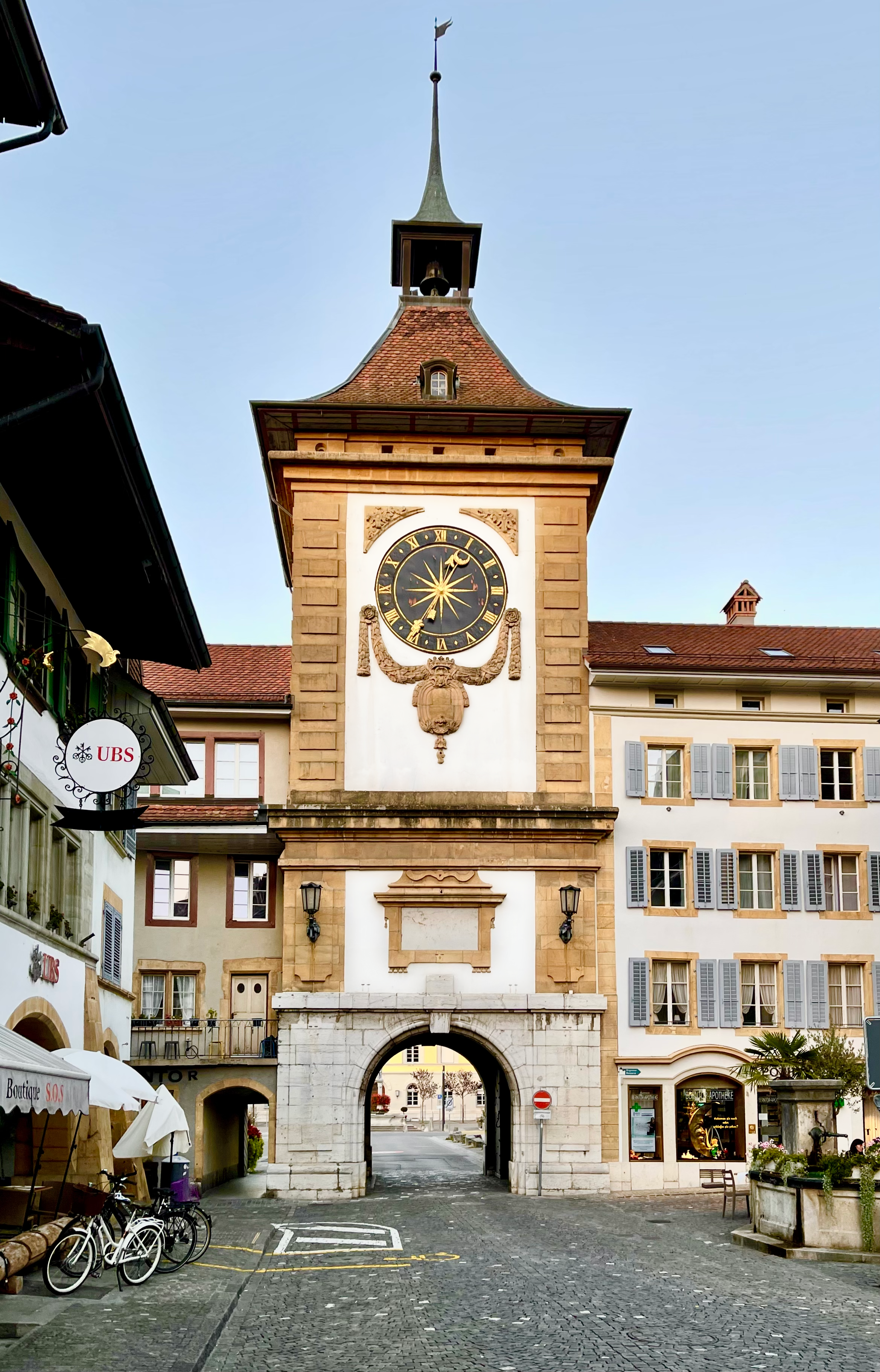
Uhrturm von Murten

Die erfolgsverwöhnte Schweizer Uhrenregion geriet um 1870 in eine tiefe Krise. Konnten 1872 noch 366.000 Uhren in die Vereinigten Staaten geliefert werden, waren es 1875 nur noch 70.000. Der Grund dafür: In den Vereinigten Staaten hatte man erfolgreich begonnen, Uhren in Fabriken mit Hilfe von Spezialmaschinen und unter Anwendung von maximaler Arbeitsteilung herzustellen. Von der Weltausstellung 1876 in Philadelphia, auf der eine Musterproduktion der Waltham Watch Company aufgebaut war, meldete die Schweizer Delegation schonungslos: „In Amerika arbeitet man besser und billiger.“ Der Arbeitsaufwand pro Taschenuhr lag damals in den Vereinigten Staaten bei 20 Stunden, verglichen mit 75 Stunden in der Schweiz, wo noch 75 % der Beschäftigten als Heimarbeiterinnen und Heimarbeiter tätig waren. Im Jahr 1872 exportierte die Schweiz Uhren und Uhrenteile im Wert von 18,3 Millionen Schweizer Franken in die Vereinigten Staaten; vier Jahre später betrug der Wert der Ausfuhren nur noch 4,8 Millionen. In der Schweiz setzte ein Umdenken ein.
In den 1880er Jahren begann der Modernisierungsprozess in der Schweiz. Eine beachtliche Zahl von jüdischen Fabrikanten trat Ende des 19. Jahrhunderts in die Uhrenindustrie ein. Sie waren weniger an den traditionellen Vorstellungen von Uhrenfabrikanten als eigenständige Handwerker gebunden. Sie investierten besonders in Modernisierungsprozessen. Mehr und mehr Uhrenfabriken stellten auf das amerikanische System der Produktion um, mit Erfolg: Schon um 1900 hatte die Schweizer Uhrenindustrie die Vereinigten Staaten wieder vom ersten Platz verdrängt.
Eine vergleichbare Krise hatte auch die hausgewerbliche Uhrenherstellung im Schwarzwald durchlaufen, bis sich gegen Ende des 19. Jahrhunderts nach amerikanischem Vorbild ebenfalls die industrielle Produktionsweise durchsetzte.
Weite Teile des 20. Jahrhunderts dominierte die Uhrenproduktion im Schwarzwald den Export in alle Welt für Großuhren (Wecker, Wand- und Standuhren), während Taschen- und Armbanduhren vor allem aus der Schweiz kamen. Die Uhrenfabriken der Vereinigten Staaten produzierten vor allem für den Binnenmarkt. Eine bedeutende Konkurrenz entstand durch die aufstrebende japanische Uhrenindustrie. Uhrenfabriken gab es aber auch in fast allen europäischen Ländern und in Übersee.
Mit dem Übergang von traditionellen mechanischen Uhren zu elektronischen Zeitmessern (Stichwort: Quarzkrise) im letzten Drittel des 20. Jahrhunderts verschwand die europäische und amerikanische Uhrenindustrie bis auf wenige Reste vollständig. Lediglich Nischenanbieter wie Swatch konnten sich gegen die übermächtige asiatische Konkurrenz stemmen.
Um 1990 begann eine Renaissance der mechanischen Armbanduhr, die als hochpreisiges Accessoire vor allem bei Männern beliebt ist. Zahlenmäßig spielen die Luxusuhren aus der Schweiz und anderswo an der Gesamtproduktion von Uhren aber keine Rolle.

## Gegenwart
Der Fabrikationsteil der Uhrenherstellung ist heute wie in anderen Industriezweigen hoch automatisiert, die menschlichen Tätigkeiten in den Betriebshallen beschränken sich auf teilweise noch Logistik und Arbeitsvorbereitung sowie Kontrolle und Wartungsarbeiten. Marktseitig gesehen sind Uhrenherstellung und -verkauf heute globalisiert. Jüngste Player sind einige asiatische Schwellenländer, allen voran natürlich das schnell aufstrebende China. Aus dem asiatischen Raum stammen nicht nur Original- oder Billiguhren, sondern zu einem erheblichen Anteil auch billigere Fälschungen renommierter europäischer Marken, was den europäischen Herstellern zunehmend Kopfzerbrechen und juristischen Aufwand verursacht.
Die Schweizer Uhrenindustrie ist in den typischen Uhrenproduktionsregionen wieder ein Wirtschaftsfaktor. So wurden 2015 für 21.5 Milliarden CHF insgesamt 28,1 Millionen Uhren exportiert, der Weltmarkt wird auf 1.2 Milliarden Stück geschätzt. Sie ist betreffend Wert der größte und betreffend Stückzahlen weltweit der drittgrößte Uhrenexporteur und beschäftigt rund 60'000 Personen.

## Dokumentationen
- Uhrenparadies Schweiz: Kathrin Winzenried auf Zeitreise im Jura. Video in: DOK, Schweizer Fernsehen vom 20. Oktober 2011, Schweizerdeutsch.